# 辽宁报刊传媒集团
辽宁报刊传媒集团是以辽宁日报为主组建的综合性传媒集团，其前身是辽宁日报社。

## 背景
2018年2月28日，中国共产党第十九届中央委员会第三次全体会议通过中共中央关于深化党和国家机构改革的决定。 辽宁日报社通过成立辽宁报刊传媒集团，整合了多家机构，包括辽宁报业传媒集团(辽宁日报社)，辽宁党刊集团及其所属服务中心、中华先锋网编辑部、辽宁先锋服务中心、党员读物编辑发行中心，兰台世界杂志社，党史纵横杂志社，今日辽宁杂志社，辽宁人大杂志社，辽宁老年报社，侨园杂志社，友报社，新少年杂志社、好孩子画报社，妇女杂志社，理论界杂志社等多家单位。